# Mambili
Mambili är ett vattendrag i Kongo-Brazzaville, ett biflöde till Likouala-Mossaka. Det rinner genom den norra delen av landet, 500 km norr om huvudstaden Brazzaville. Det bildar gräns mellan departementen Cuvette-Ouest och Cuvette å ena sidan samt Sangha å den andra.